# Renaat Landuyt
Renaat Julien Landuyt (Ieper, 28 januari 1959) is een Belgisch advocaat en was politicus voor sp.a.

## Levensloop
Landuyt behaalde in 1981 een baccalaureaat in de filosofie en in 1982 een licentie in de rechten aan de Katholieke Universiteit Leuven. In 1982 ging hij aan de slag als advocaat bij de balie van Brugge, met een zelfstandig kantoor in Brugge.
Hij werd lid van de SP en werd voor deze partij in november 1991 voor het arrondissement Brugge verkozen in de Kamer van volksvertegenwoordigers, waar hij bleef zetelen tot in juli 1999. In de periode januari 1992-mei 1995 had hij als gevolg van het toen bestaande dubbelmandaat ook zitting in de Vlaamse Raad, de voorloper van het huidige Vlaams Parlement. Als jurist nam Landuyt zitting in de commissie Justitie en hij was tevens verslaggever van de parlementaire onderzoekscommissie in de Zaak-Dutroux. Na de verkiezingen van juni 1999 was Landuyt voor even fractievoorzitter voor de SP in de Kamer.
In juli 1999 stapte hij in de Vlaamse regering, waar hij werkgelegenheid en toerisme onder zijn hoede kreeg. Na het vertrek van Steve Stevaert uit de Vlaamse regering was hij van maart 2003 tot juli 2004 tevens viceminister-president. Bij de Vlaamse verkiezingen van juni 2004 werd Landuyt voor de kieskring West-Vlaanderen verkozen in het Vlaams Parlement, waar hij een maand lang bleef zetelen. Na de Europese en Vlaamse verkiezingen van 2004 werden in alle regeringen in België de functies herschikt en mandaten voor politici opnieuw toegewezen. Landuyt kwam in de federale regering terecht, waar hij als opvolger van Bert Anciaux verantwoordelijk werd voor mobiliteit. Ook werd hij bevoegd voor Noordzee en havens. Landuyt bleef minister tot in december 2007, waarna zijn partij sp.a in de oppositie belandde.
Na het einde van zijn ministerschap nam Landuyt opnieuw zitting in de Kamer van volksvertegenwoordigers, waar hij in juni 2007 weer was verkozen. Ditmaal bleef hij Kamerlid tot aan de verkiezingen van mei 2014. Hij werd er opnieuw lid van de commissie Justitie en werd begin 2009 verslaggever van een onderzoekscommissie, met name de onderzoekscommissie over de mogelijke schending van de scheiding der machten omtrent het zogenaamde Fortisproces. In 2010 was hij ook betrokken bij de onderzoekscommissie naar seksueel misbruik binnen de Rooms-Katholieke Kerk. Daarnaast was hij van 2009 tot 2010 quaestor van de Kamer. Bij de Vlaamse verkiezingen van 25 mei 2014 werd hij verkozen in de kieskring West-Vlaanderen en nam hij zodus opnieuw zitting in het Vlaams Parlement. Hij was er van juni tot september 2014 ondervoorzitter en ging zetelen in de commissie Mobiliteit en Openbare Werken.
Bij de gemeenteraadsverkiezingen in 2012 trok Landuyt de sp.a-lijst in Brugge, waar hij al sinds januari 1995 in de gemeenteraad zetelde. De sp.a werd uiteindelijk de grootste partij, waardoor Landuyt op 1 januari 2013 de nieuwe burgemeester van Brugge werd. In die hoedanigheid was hij van april 2013 tot april 2019 ook voorzitter van de Maatschappij van de Brugse Zeehaven, waar hij van 1996 tot 2022 in de raad van bestuur zetelde.
Bij de gemeenteraadsverkiezingen in oktober 2018 trok Landuyt opnieuw de socialistische lijst in Brugge, maar deze keer verloor zijn partij ruim 7 procent en won de CD&V. CD&V leverde daarom vanaf 2019 de burgemeester. Landuyt had vooraf zijn politieke loopbaan verbonden aan zijn verkiezingsuitslag en kondigde na de verkiezing dan ook zijn vertrek uit de politiek aan. Voor de lokale politiek betekende dat na het aflopen van zijn burgemeesterschap eind 2018, voor zijn mandaat als Vlaams Parlementslid na de verkiezingen in mei 2019.
Na zijn afscheid uit de politiek ging Landuyt zich toeleggen op zijn advocatenpraktijk. Hij combineerde dit drie jaar lang met het volgen van een master in de filosofie aan de KU Leuven, die hij in 2024 voltooide.
In 2010 kreeg hij de titel van grootofficier in de Leopoldsorde.

## Ereteken
- 2019: Grootkruis in de Orde van Leopold II[10]

## Persoonlijk
Landuyt heeft een relatie met partijgenoot Annick Lambrecht.